# Loboc
Loboc (Bayan ng Loboc) är en kommun i Filippinerna. Kommunen tillhör provinsen Bohol och ligger på ön med samma namn. Folkmängden uppgår till 15 734 invånare.

## Bildgalleri

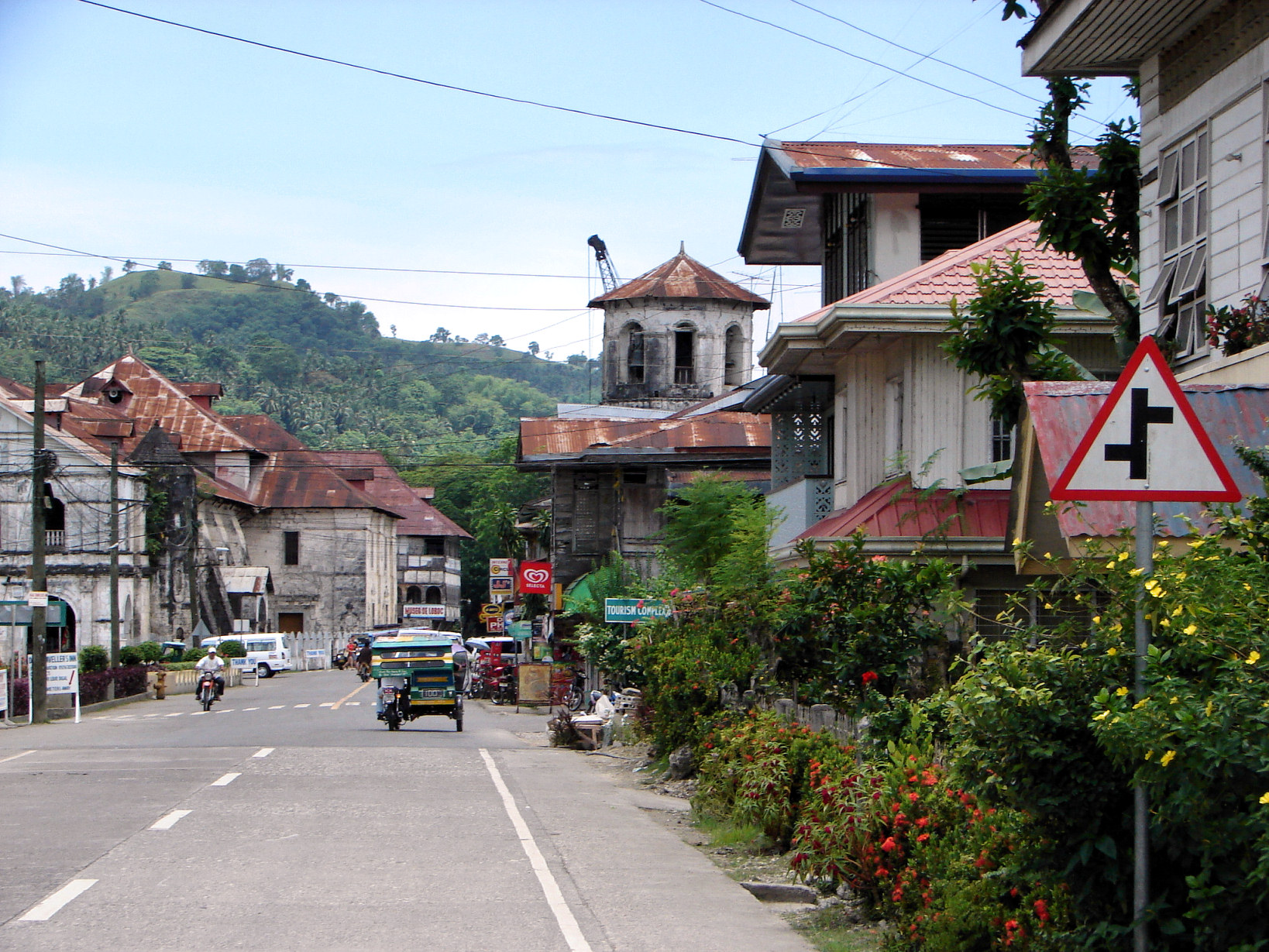
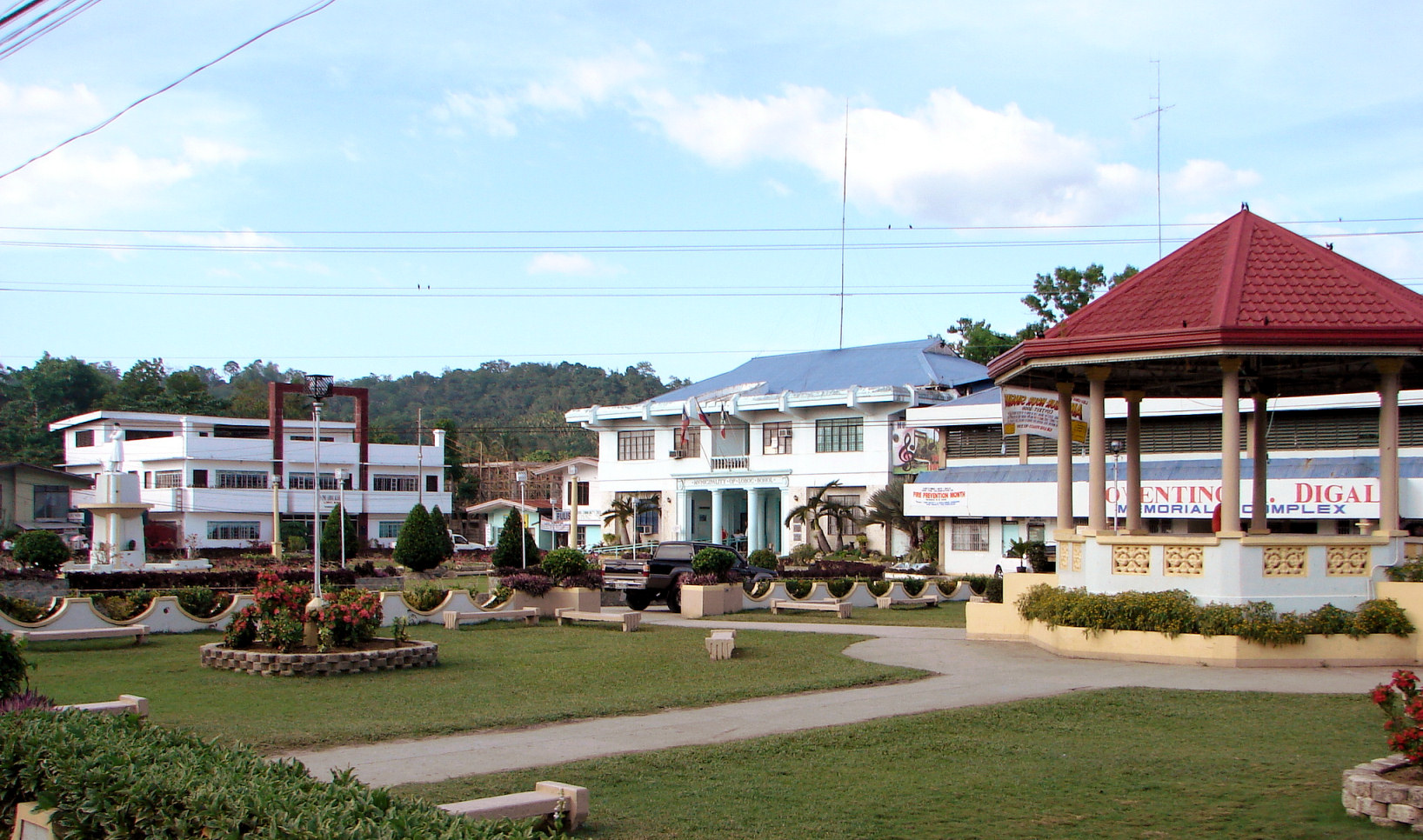
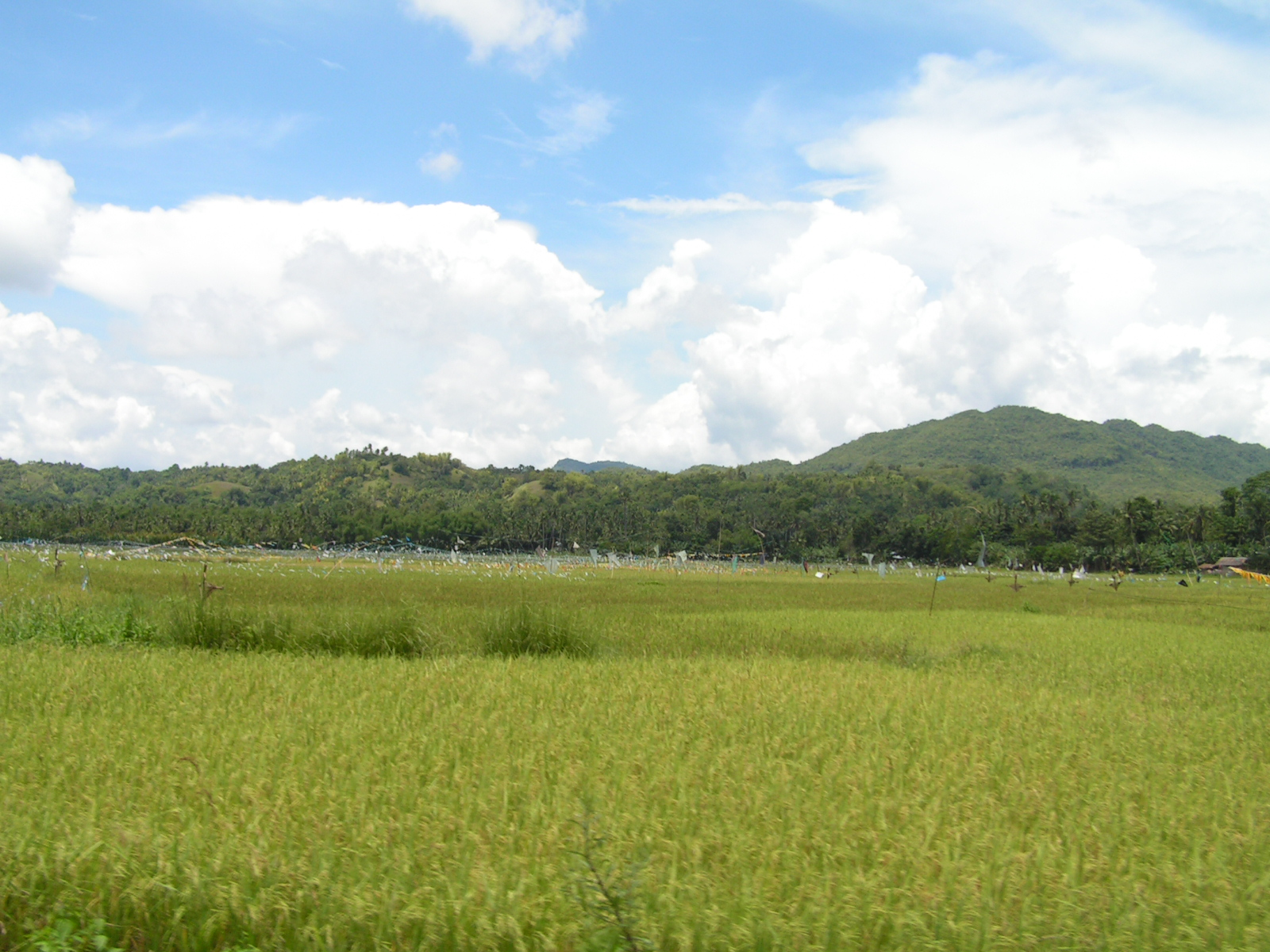
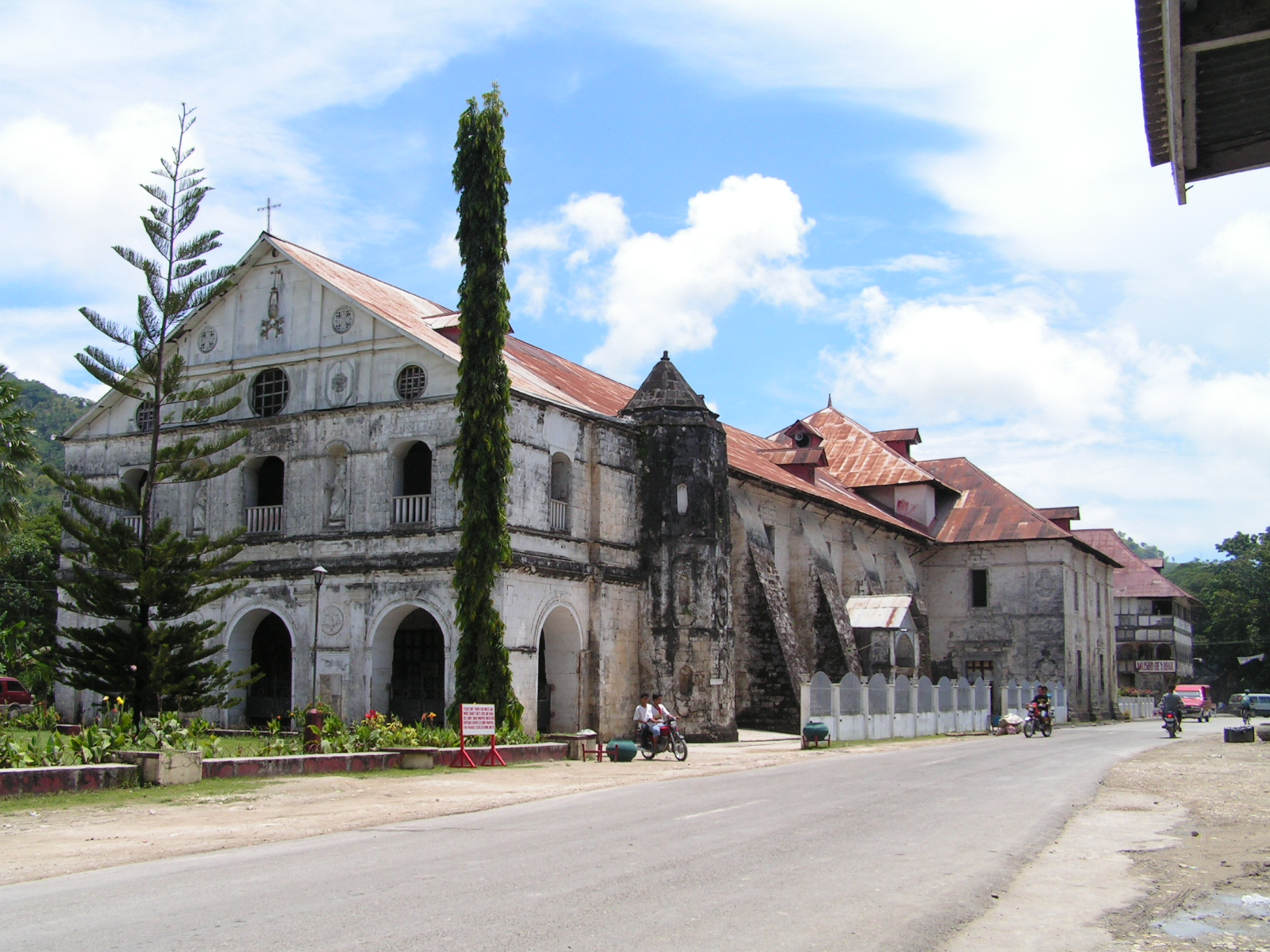

## Barangayer
Loboc är indelat i 28 barangayer.
| - Agape - Alegria - Bagumbayan - Bahian - Bonbon Lower - Bonbon Upper - Buenavista - Bugho - Cabadiangan - Calunasan Norte - Calunasan Sur - Camayaan - Cambance - Candabong | - Candasag - Canlasid - Gon-ob - Gotozon - Jimilian - Oy - Poblacion Sawang - Poblacion Ondol - Quinoguitan - Taytay - Tigbao - Ugpong - Valladolid - Villaflor |